# Ana Astrid da Áustria-Este
Ana Astrid (em alemão: Anna Astrid; Bruxelas, 17 de maio de 2016) é uma aristocrata belga-italiana, com origem austríaca e alemã.
Ela é a primeira filha no geral do príncipe Amadeu da Bélgica e de sua esposa, a aristocrata Elisabetta Rosboch (nascida na Itália). Por parte de pai, é a primeira neta de Astrid da Bélgica e de seu marido, o príncipe Lorenzo da Áustria-Este, sendo, portanto, primeira bisneta de Alberto II da Bélgica.
Em março de 2021, ela oocupa o sétimo lugar na linha de sucessão ao trono belga.

## Nascimento
Em 12 de abril de 2016, o Palácio Real da Bélgica havia anunciado oficialmente que Elisabetta Rosboch e o príncipe Amadeu da Bélgica estavam à espera de seu primeiro filho para o mês de maio do mesmo ano.
Ana Astrid nasceu às 3h30am do dia 17 de maio de 2016, no Hospital Saint-Pierre, localizado na cidade de Bruxelas, capital da Bélgica, pesando 3,3 kg e medindo 52 centímetros, segundo um comunicado oficial do Palácio Real da Bélgica.
Ela é a primeira neta dos arquiduques da Áustria-Este, Astrid e Lorenzo; sendo também a primeira bisneta no geral dos reis eméritos da Bélgica, Alberto II e Paola. Ela nasceu ocupando o sétimo lugar na linha de sucessão ao trono belga. Diversos membros da família foram visitar o hospital para ver a mãe e o bebê.
Três dias após seu nascimento, em 20 de maio de 2016, foi apresentada à imprensa, assim como os seus nomes. Os significados são:
- Anna: é o nome de sua avó materna, a condessa Anna Maria de Smecchia.
- Astrid: é o nome de sua avó paterna, a princesa Astrid da Bélgica.

## Familiares na realeza belga e austríaca
Ela tem ligações de sangue direta com a família real belga da Casa de Saxe-Coburgo-Gota e a família imperial austríaca.
Na família imperial austríaca tem laços com a Casa da Áustria-Este, um ramo menor da dinastia principal de Habsburgo-Lorena, famosa por sua imperatriz reinante Maria Teresa da Áustria. Ela é uma bisneta do príncipe Roberto da Áustria-Este. Também sendo uma trineta da imperatriz consorte Zita de Bourbon-Parma e o imperador Carlos I da Áustria, o último imperador da Áustria.

## Títulos e estilos
- 17 de maio de 2016 - presente: "Sua Alteza Imperial e Real a arquiduquesa Ana Astrid da Áustria-Este, Princesa Imperial da Áustria, Princesa Real da Hungria e Boêmia, Princesa de Módena"